# Zawinul
Zawinul is het derde studioalbum uitgebracht onder de naam van Joe Zawinul. Het is opgenomen in de Atlantic Recording Studio in New York. AllMusic omschreef het terugkijkend als het eerste album van Weather Report omdat uit de begindagen van die band Miroslav Vitouš en Wayne Shorter meespelen. Het “voorwoord” is afkomstig van Miles Davis. Eigenlijk kan het album het best omschreven worden als "Zawinul speelt Zawinul", want hij schreef niet alleen de muziek, maar schreef de vijf stukken als zelfportretten. Het totaal onder de noemer: "Music voor two electric pianos, flute, trumpet, soprano saxophone, two contra basses and percussion".
Het album haalde in 1971 de zeventiende plaats in de jazzalbumlijst van Billboard.

## Musici
- Joe Zawinul en Herbie Hancock – elektrische piano
- George Davis – dwarsfluit (tracks 1-3, 5)
- Woody Shaw – trompet (tracks 1,2,4,5)
- Earl Turbinson – sopraansaxofoon (tracks 1-3, 5)
- Miroslav Vitouš, Walter Booker – contrabas
- Joe Chambers, Billy Hart, David Lee – percussie
- Hubert Laws – dwarsfluit (track 4)
- Jimmy Owens – trompet (tracks 3)
- Wayne Shorter – sopraansaxofoon (track 4)
- Jack DeJohnette – melodica (track 3) en percussie (track 4)

## Muziek
Alles door Joe Zawinul

| Nr. | Titel                                                               | Duur  |
| --- | ------------------------------------------------------------------- | ----- |
| 1.  | Doctor Honoris Causa (opgedragen aan Herbie Hancock (eredoctoraat)) | 13:45 |
| 2.  | In a silent way (Zawinul als zoon van een herder)                   | 4:47  |
| 3.  | His last journey (begrafenis van grootvader Zawinul)                | 4:37  |
| 4.  | Double image (imago tegenover wat hij echt is)                      | 10:37 |
| 5.  | Arrival in New York (aankomst van Zawinul in de VS)                 | 1:59  |

In a silent way werd door Zawinul ingeleverd voor het gelijknamige album van Miles Davis uit 1969; dit onderstreept mede de overgang van Zawinul van de band van Davis naar Weather Report. Wayne Shorter was ook al aanwezig op die plaat, dan als tenorsaxofonist.